# Albert Niemeyer
Albert Niemeyer (Breda, 10 april 1951) is een autodidactische Nederlandse graficus en kunstschilder. 

## Leven en werk
Al vanaf jonge leeftijd was Albert Niemeyer druk bezig met tekenen en schilderen. Toen hij in aanraking kwam met het werk van kunstenaars zoals Dali, Van Gogh, Appel en met name Chagall en Picasso veranderde zijn leven voorgoed. Zij wisten alle facetten van het leven op een eigenzinnige manier vorm te geven. In 1959 verhuisden zijn ouders naar Eindhoven, waar hij later de grafische school besloot te gaan volgen. In Eindhoven werkte hij na voltooiing van zijn opleiding enkele jaren bij verschillende dierentuinen. Naast het verzorgen van de dieren, observeerde en schilderde hij ze zo realistisch mogelijk. Gedurende de jaren ging hij steeds vrijer werken.
Vanaf 1980 heeft Albert Niemeyer zich volledig toegelegd op het kunstenaarschap. Hij maakt voornamelijk portretten in de vorm van assemblages in mixed media. Tijdens het maken van zijn werken laat hij zich vrijelijk beïnvloeden waardoor er een grote diversiteit aan stijlen zichtbaar is in zijn werk. Zo zijn er verwijzingen naar futurisme, kubisme, abstracte kunst, dadaïsme, surrealisme, avant-garde en popart. In zijn werk 'bevrijdt' hij persoonlijkheden uit de muziekwereld, wetenschap en letteren uit lang vervlogen tijden, die buiten de grenzen durfden te handelen en wier invloed tegenwoordig nog zichtbaar is. Het karakter, de kleding en de tijd waarin de persoonlijkheden leefden, bepalen de keuze van de lijst en de vorm van het kunstwerk. Zo krijgt de beschouwer de mogelijkheid de verschillende persoonlijkheden te herontdekken.

## Werk in openbare collecties (selectie)
- Museum Jan van der Togt, Amstelveen
- Musiom, Amersfoort

## Exposities (selectie)
- Wonderkamers, Miniatuurmuseum Gemeentemuseum Den Haag
- Mark Peet Visser Gallery, 's-Hertogenbosch
- EtienneGallery, Oisterwijk
- Galerie De Compagnie, Dordrecht
- Galerie Willy Schoots, Eindhoven
- Delta Art Gallery, Nijmegen
- Reflex Modern Art Gallery, Amsterdam
- Huis ter Maas, Vierlingsbeek
- Gallery Art Images, Haarlem
- De Nationale Galerie, Bussum
- Museum Pronkkamer, Uden
- The Gallery, 's-Hertogenbosch
- Living Art, Hilversum en Rotterdam
- Galerie Delaive, Amsterdam
- Galerie Willy Schoots (Collection), Eindhoven
- Artys, Eindhoven
- Galerie Bastiaans, Boxmeer
- European Art Gallery, Hawaï
- Galerie Fenster, Eindhoven
- Kurhaus, Scheveningen

## Fotogalerij

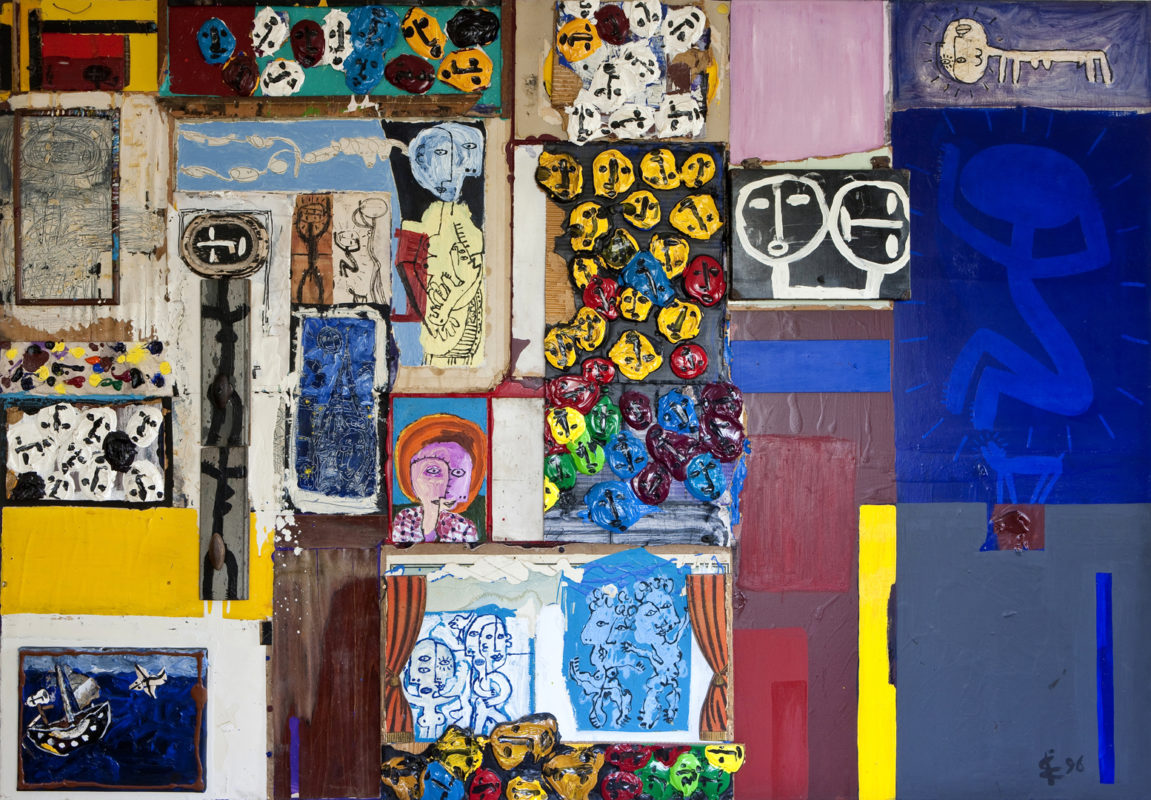
Blue Paris (1996)
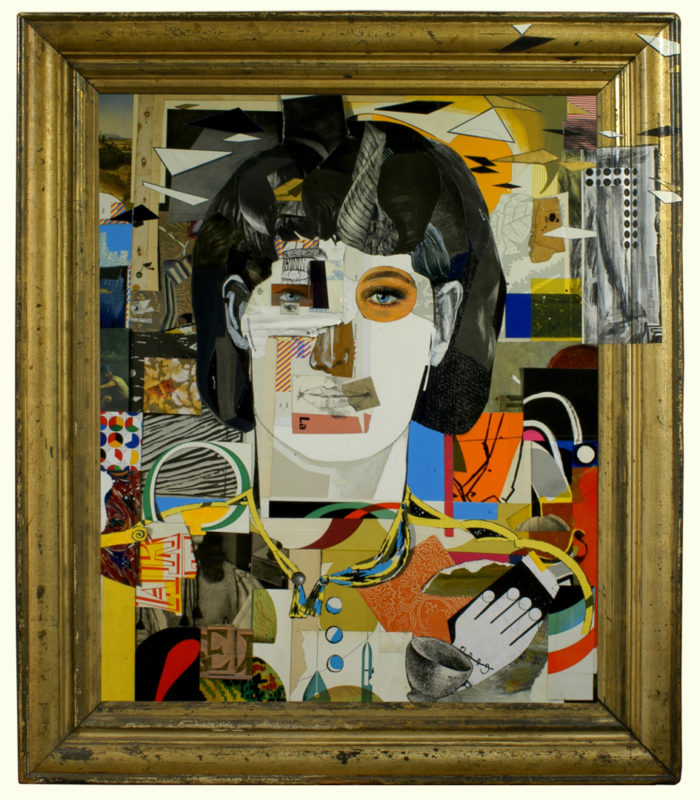
Marlin (2015)
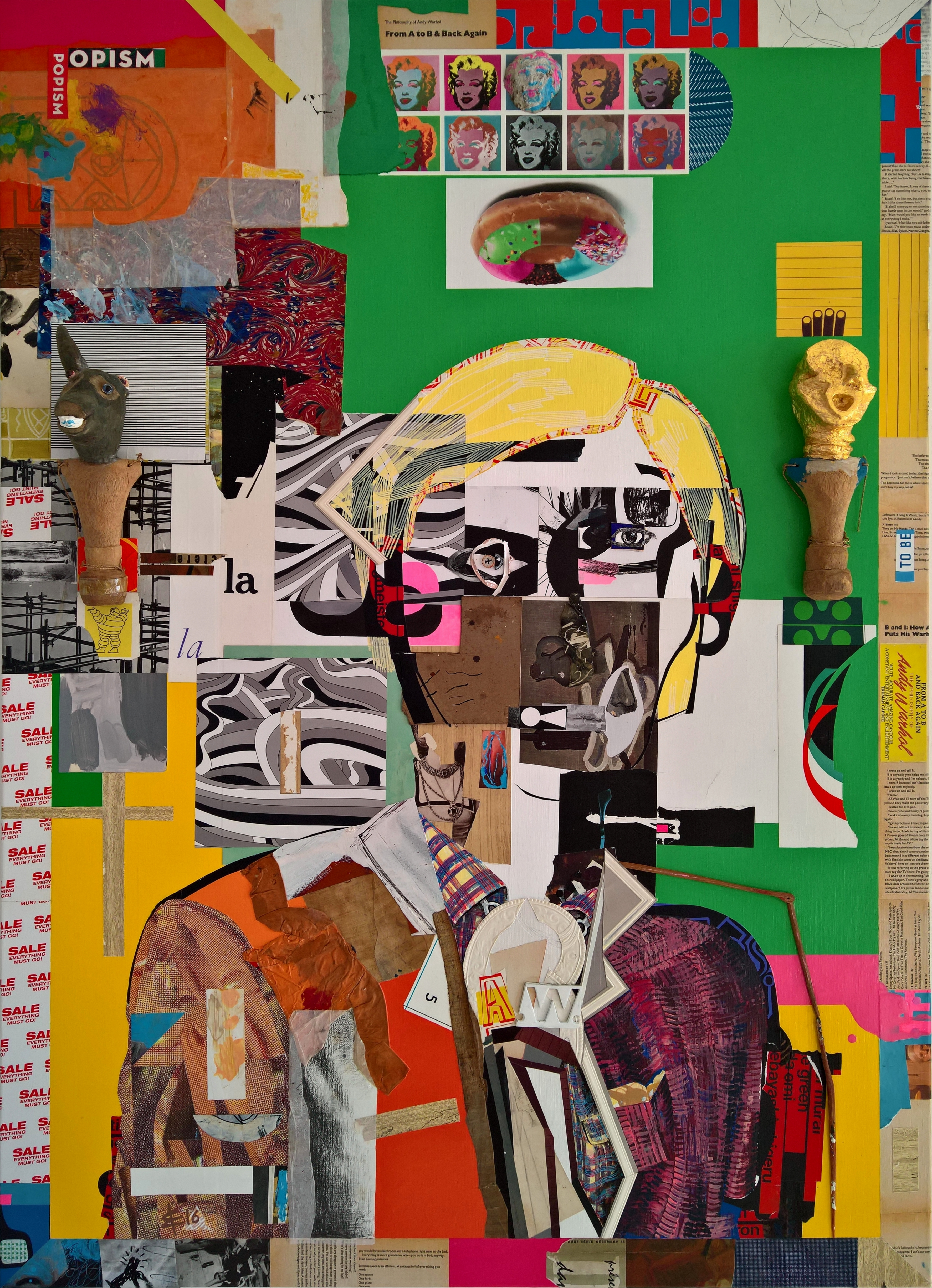
Andy Warhol (2016)

- International Standard Name Identifier: 0000 0003 9616 1193
- Library of Congress Control Number: no2013082763
- RKD-Nederlands Instituut voor Kunstgeschiedenis: 59484
- Virtual International Authority File: 291025185